# 브라반트 공국
브라반트 공국(네덜란드어: Hertogdom Brabant 헤르토그돔 브라반트[*], 독일어: Herzogtum Brabant 헤르조그툼 브라반트[*], 프랑스어: Duché de Brabant 뒤셰 드 브라반트[*])은 저지대 국가에 있던 공작령이다. 현재 벨기에의 플람스브라반트주, 브라방왈롱주, 안트베르펜주 및 브뤼셀 수도권 지역, 네덜란드 노르트브라반트주를 포함했다. 고대 로마 시대, 브라반트는 갈리아 벨기카와 저지 게르메니아의 2개 속주가 합쳐져, 게르만족의 대이동에 의해 로마 제국의 지배가 끝날 때까지 켈트족이 거주하였다. 브뤼셀, 안트베르펜, 루뱅, 브레다, 스헤르토헨보스, 리르, 메헬렌이 중요한 도시였다. 이 지방의 이름은 최초 스헬더강과 데일레 강 사이에 위치한 카롤링거 왕조 프랑크 왕국의 주(州) 파구스 브라크바텐시스(pagus Bracbatensis)로 기록되었다. 브라크하는 "새로운"이라고, 반트는 "지방"이라는 의미를 갖고 있다.

## 역사
브라반트 백국은 로타링기아 공국 내의 봉건적 영지로서 성립되어 959년 로타링기아의 분할 후 하로타링기아(Lower Lotharingia) 내에 포함되었다. 이로 인해 이 땅은 중부 프랑크 왕국과 신성 로마 제국을 구성하는 일부가 되었다. 1085년부터 1086년경 정확히는 선대 브라반트 변경백, 로타링기아 팔라틴 백작 에르만 2세(Count Palatine Herman II of Lotharingia)의 사후, 이 영지는 루뱅 백작 앙리 3세(Henry III of Leuven)에게 할양되었다.
브라반트 공국이 공식으로 성립된 것은 1183년부터 1184년이었다. 브라반트 공작의 세습칭호는 신성로마 황제 프리드리히 1세가 브라반트 공작 앙리 1세(Henry I of Brabant)(하 로타링기아 공작 고드프루아 3세 드 루벤(Godfrey III of Leuven, Duke of Lower Lotharingia)의 아들)를 위해 세워졌다. 브라반트 공국에 해당되는 나라는 아주 작았지만, 덴드르 강과 젠 강 사이의 영토로 한정됐음에도 불구하고, 브뤼셀의 서쪽에 위치하고, 이 나라의 이름은 13세기 이후 공작의 관리하에 있던 나라 전체에 적용되었다.
1190년 고드프루아 3세 사후 앙리 1세가 하 로타링기아 공작이 되었다(사실상 영토에 대한 권력이 없는 공작위). 의정서에 의하면 그의 자손 전원은 그 결과 브라반트 공작 및 하 로타링기아 공작이라고 부르게 되었다. 흔히 로티에르 공작(Duke of Lothier)으로 부른다.

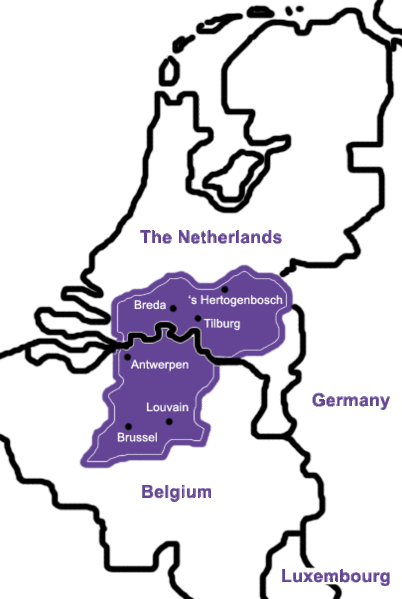
브라반트 공국의 지도; 영토는 현재 노르트브라반트주, 3개 벨기에 지방 안트베르펜, 브라방왈롱주와 플람스브라반트주, 브뤼셀 수도권 지역 등을 합친 것과 비슷하거나 더 크다.

1288년 보린겐 전투(Battle of Worringen) 후, 브라반트 공작은 림뷔르흐 공국(duchy of Limburg)과 오톨무즈(Overmaas; 당시 리에주 사교령의 일부)를 얻었다. 1354년 자유 특권(Blijde Inkomst)이 브라반트 공작 장 3세(John III, Duke of Brabant)에 의해 브라반트 여러 도시의 시민에게 내려졌다. 1430년 하 로타링기아, 브라반트, 림뷔르흐 의 각 공작령은 부르고뉴의  선량공 필리프에게 계승되었다. 1477년 이 칭호는 부르고뉴 여공 마리 드 부르고뉴가 합스부르크 가문의 막시밀리안의 결혼의 지참금으로 가져 갔기에 합스부르크 가문의 세습이 되었다. 브라반트의 그 후 역사는 저지대 여러 나라 또는 네덜란드 17주 역사의 일부가 되었다.
80년 전쟁(1568년-1648년)에서 북부주(현재 노르트브라반트주)는 네덜란드군 관리하에 들어갔다. 1648년 베스트팔렌 조약 후, 네덜란드 공화국의 독립이 비준되어 북 브라반트는 공식으로 연방정부가 다스리는 영토로써 양도되었다.
남쪽은 남부 네덜란드로써 스페인, 합스부르크 가문의 지배하에 남았다. 1714년 지배권이 합스부르크 가문의 별개 계통인 오스트리아-합스부르크 가문으로 이관되었다. 1795년 남부 네덜란드가 프랑스 혁명군에게 점령되면서 브라반트 공국은 소멸되었다. 예전 영토는 되네세스(Deux-Nèthes, 프랑스 제1제정의 지방행정구획의 한곳. 현재 안트베르펜주), 딜(Dyle, 프랑스 제1제정 시대의 지방행정구획. 후에 브라반트주)로 재편되었다.

## 같이 보기
- 브라반트 공작
- 브라반트 공국의 가계도
- 상속 전쟁 (1667-1668)